# 에스트레야역
에스트레야역(스페인어: Estrella)은 마드리드 지하철 9호선의 역이다. 마드리드 레티로 구와 모라탈라스 구에 걸쳐 있으며, 비나테로스 로와 에스트레야 거리가 만나는 교차로 부근의 M30 도로에 위치해 있다. 요금구역 상으로는 A구역에 속한다.

## 역사
1980년 1월 31일 9호선 첫 구간 (사인스 데 바란다-파보네스) 개통과 함께 문을 열었다.

## 환승 정보
역 주변에 시내버스 정류장이 두 곳 있다.
버스
- 시내버스
  - 20, 30, 32번 노선 (주간)
  - N8번 노선 (야간)

지하철
| 마드리드 지하철                 | 마드리드 지하철       | 마드리드 지하철             |
| ------------------------------- | --------------------- | --------------------------- |
| 사인스 데 바란다 파코 데 루시아 | 마드리드 지하철 9호선 | 비나테로스 아르간다 델 레이 |